# Cis quadricornis
Cis quadricornis is een keversoort uit de familie houtzwamkevers (Ciidae). De wetenschappelijke naam van de soort werd in 1834 gepubliceerd door Johann Christoph Friedrich Klug.